# جازان (حومة دامغان)
جازان (بالفارسية: جزن) هي مستوطنة تقع في إيران في منطقة مركزية ريفية. يقدر عدد سكانها بـ 1,292 نسمة .